# Ильинские ворота
Ильи́нские воро́та (до второй половины XVII века Тро́ицкие) — проездные ворота, утраченное архитектурное сооружение в комплексе Китайгородской стены в Москве между современными улицей Ильинкой, Лубянским проездом и Новой и Старой площадями. Сооружены в 1535—1538 годах, надстроены шатрами в 1680 году, разобраны в 1934 году. Ворота дали название площади Ильинских ворот, образованной на их месте в 1934 году.

## История создания
Ворота были построены в 1535 году в правление Елены Глинской под руководством итальянского инженера Петрока Малого. Первоначально ворота назывались Троицкими (от Троицкой улицы, по церкви Троицы на Старых Полях). В 1680 году над воротами был надстроен шатровый верх и они были переименованы в Ильинские (по улице Ильинке).
Исследователь московских улиц Я. Рачинский отмечает, что повторяемое многими авторами утверждение, будто Ильинские ворота когда-то назывались Козмо-Демьянскими — ошибочно[значимость факта?].
В 1863 году у левой стены со внешней стороны Ильинских ворот к ним была пристроена часовня Сергия Радонежского, которая просуществовала до 1927 года, после чего была снесена.
Башня с воротами и прилегающим участком стены была разобрана в 1934 году.

### Изображения
- Вид на Ильинские ворота и церковь Николы «Большой Крест» по рисунку Эд. Гертнера, 1838 год.[3]
- Вид на Ильинские ворота из Китай-города, середина XIX века
- Ильинские ворота, вид со стороны Земляного города, 1884
- Ильинские ворота, вид со стороны Земляного города, конец XIX века
- Вид на Ильинские ворота и памятник героям Плевны, 1896-1897 года

## В топонимике
Ильинские ворота дали название современной площади Ильинские ворота, образованной на этом месте после их сноса в 1934 году.
В 1930-е годы при строительстве Московского метрополитена первоначальным проектом Арбатско-Покровской линии предусматривалось создание на ней станции с названием «Ильинские ворота» на перегоне между станциями «Площадь Революции» и «Курская», но в принятом Генеральном плане Москвы 1935 года она не вошла в число объектов ближней перспективы в целях экономии и ускорения строительства линии по срокам.